# پریوش نظریه
پریوش نظریه (زاده ۳ بهمن ۱۳۴۸) بازیگر، مستندساز و عکاس ایرانی است. او برای ایفای نقش در دومین فیلم خود پدر برنده جایزه سیمرغ بلورین بهترین بازیگر نقش مکمل زن شد و با بازی در سریال مدینه به شهرت رسید .
او در بسیاری از جشنواره‌های معتبر داخلی به عنوان داور حضور داشته‌است و عضو هیئت معرفی فیلم ایرانی به مراسم اسکار ۲۰۲۲ نیز بوده‌است.

## فیلم‌شناسی

### سینما
| سال تولید | نام فیلم                          | کارگردان           |
| --------- | --------------------------------- | ------------------ |
| ۱۴۰۱      | سینما متروپل                      | محمدعلی باشه‌آهنگر  |
| ۱۳۹۸      | مجبوریم                           | رضا درمیشیان       |
| ۱۳۹۷      | غلامرضا تختی                      | بهرام توکلی        |
| ۱۳۹۷      | پالتو شتری                        | مهدی علی میرزایی   |
| ۱۳۹۶      | پیلوت                             | ابراهیم ابراهیمیان |
| ۱۳۹۶      | جشن دلتنگی                        | پوریا آذربایجانی   |
| ۱۳۹۵      | ترومای سرخ                        | اسماعیل میهن دوست  |
| ۱۳۹۴      | غیرمجاز                           | حسن یکتا پناه      |
| ۱۳۹۴      | لانتوری                           | رضا درمیشیان       |
| ۱۳۹۴      | بادیگارد                          | ابراهیم حاتمی‌کیا   |
| ۱۳۹۴      | یاسین                             | حامد امرایی        |
| ۱۳۹۳      | طعم شیرین خیال                    | کمال تبریزی        |
| ۱۳۹۳      | تگرگ و آفتاب                      | رضا کریمی          |
| ۱۳۹۲      | ارسال یک آگاهی تسلیت برای روزنامه | ابراهیم ابراهیمیان |
| ۱۳۹۱      | مروارید                           | سیروس حسن پور      |
| ۱۳۹۱      | تاج محل                           | دانش اقباشاوی      |
| ۱۳۹۰      | اینجا شهر دیگری است               | احمدرضا گرشاسبی    |
| ۱۳۹۰      | پیدا و پنهان                      | حجت قاسم‌زاده اصل   |
| ۱۳۹۰      | یک خانواده محترم                  | مسعود بخشی         |
| ۱۳۹۰      | سپیده                             | روح‌الله حجازی      |
| ۱۳۹۰      | یک حبه قند                        | رضا میرکریمی       |
| ۱۳۸۸      | در انتظار معجزه                   | رسول صدرعاملی      |
| ۱۳۸۸      | ساعت گیج زمان                     | فرزاد مؤتمن        |
| ۱۳۸۸      | زندگی با چشمان بسته               | رسول صدرعاملی      |
| ۱۳۸۷      | شیرین                             | عباس کیارستمی      |
| ۱۳۸۷      | کیمیا و خاک                       | عباس رافعی         |
| ۱۳۸۷      | در آغاز یک روز                    | بهرام توکلی        |
| ۱۳۸۷      | دوزخ، برزخ، بهشت                  | بیژن میرباقری      |
| ۱۳۸۶      | چراغی در مه                       | پناه بر خدا رضایی  |
| ۱۳۸۶      | تک درختها                         | سعید ابراهیمی فر   |
| ۱۳۸۶      | حقیقت گمشده                       | محمد احمدی         |
| ۱۳۸۶      | فراموشی                           | مسعود مددی         |
| ۱۳۸۵      | ساعت ۲۵                           | مسعود آب پرور      |
| ۱۳۸۵      | پاداش سکوت                        | مازیار میری        |
| ۱۳۸۲      | دوئل                              | احمدرضا درویش      |
| ۱۳۸۱      | گاهی به آسمان نگاه کن             | کمال تبریزی        |
| ۱۳۸۰      | صنوبر                             | مجتبی راعی         |
| ۱۳۷۹      | تو آزادی                          | محمدعلی طالبی      |
| ۱۳۷۸      | بوی کافور، عطر یاس                | بهمن فرمان آرا     |
| ۱۳۷۸      | چریکه هورام                       | فرهاد مهرانفر      |
| ۱۳۷۵      | سجده بر آب                        | حمید خیرالدین      |
| ۱۳۷۴      | پدر                               | مجید مجیدی         |
| ۱۳۶۹      | عروس حلبچه                        | حسن کاربخش         |

### تلویزیون
| سال تولید | نام مجموعه   | کارگردان                   | پخش از      |
| --------- | ------------ | -------------------------- | ----------- |
| ۱۴۰۱      | گیلدخت       | مجید اسماعیلی              | شبکه ۱      |
| ۱۳۹۹      | زمین گرم     | سعید نعمت‌الله              | شبکه ۳      |
| ۱۳۹۸      | ترور خاموش   | احمد معظمی                 | شبکه ۱      |
| ۱۳۹۷      | دل‌دار        | جمشید محمودی و نوید محمودی | شبکه ۲      |
| ۱۳۹۶      | سایه‌بان      | جمشید محمودی و نوید محمودی | شبکه ۲      |
| ۱۳۹۶      | زیر پای مادر | بهرنگ توفیقی               | شبکه ۱      |
| ۱۳۹۳      | مدینه        | سیروس مقدم                 | شبکه ۱      |
| ۱۳۸۷-۱۳۹۲ | سرزمین مادری | کمال تبریزی                | شبکه ۳      |
| ۱۳۹۲      | یادآوری      | حجت قاسم‌زاده اصل           | شبکه آی‌فیلم |
| ۱۳۹۱      | داوران       | احمد امینی                 | شبکه ۲      |
| ۱۳۷۹      | صنوبر        | مجتبی راعی                 | شبکه ۱      |
| ۱۳۷۶      | کتیبه        | ایرج کریمی                 |             |
| ۱۳۶۹      | کالی         | حسن کاربخش                 | شبکه ۲      |

### شبکه نمایش خانگی
| سال تولید | نام مجموعه    | کارگردان      |
| --------- | ------------- | ------------- |
| ۱۴۰۱      | پدر گواردیولا | سعید نعمت‌الله |
| ۱۳۹۸      | خواب زده      | سیروس مقدم    |
| ۱۳۹۷      | نهنگ آبی      | فریدون جیرانی |
| ۱۳۹۶      | عالیجناب      | سام قریبیان   |

### فیلم‌های کوتاه
| سال  | نام فیلم              | کارگردان        |
| ---- | --------------------- | --------------- |
| ۱۳۸۶ | سورمه ای              | قصیده گلمکانی   |
| ۱۳۸۹ | هزارتوهای سکوت        | امین اصلانی     |
| ۱۳۸۷ | ماه بانو              | لیلا میرهادی    |
| ۱۳۸۶ | سمت راست من           | کیارش اسدی زاده |
| ۱۳۸۰ | گیلاس‌هایی که کمپوت شد | محمد شیروانی    |
| ۱۳۷۳ | شکوفه‌های کیهانی       | محمدرضا شریفی   |
| ۱۳۷۸ | دیروز و فردا          | ایرج کریمی      |
|      | ماسک                  | مسعود مددی      |
|      | پرستو                 | رضا سرکانیان    |

### تئاتر
| ردیف | سال اجرا | عنوان تئاتر                                                                   |
| ---- | -------- | ----------------------------------------------------------------------------- |
| ۳    | ۱۳۷۴     | کارگردانی تئاتر عروسکی میوه ممنوع                                             |
| ۲    | ۱۳۷۳     | بازی و طراحی صحنه نمایش عروسکی آرامش در پارک (کار گروهی زیر نظر مرضیه برومند) |
| ۱    | ۱۳۷۰     | بازی در تئاتر کولی                                                            |

### کارگردانی
| ردیف | سال تولید | عنوان فیلم            |
| ---- | --------- | --------------------- |
| ۶    | ۱۳۸۷      | ویدیوآرت نگاه         |
| ۵    | ۱۳۸۵      | مستند نزدیک تر از نفس |
| ۴    | ۱۳۷۹      | مستند سوتماگ          |
| ۳    | ۱۳۷۹      | مستند هورامان         |
| ۲    | ۱۳۷۷      | داستانی من و عروسکم   |
| ۱    | ۱۳۷۰      | مستند کولی‌ها          |

## عکاسی (شرکت در نمایشگاه‌ها)
| ردیف | سال برگزاری | عنوان                                             |
| ---- | ----------- | ------------------------------------------------- |
| ۶    | ۱۳۸۹        | نمایشگاه گروهی جشن تصویر سال                      |
| ۵    | ۱۳۸۸        | نمایشگاه گروهی عکس "تصویر سال"                    |
| ۴    | ۱۳۸۷        | نمایشگاه گروهی عکس "تصویر سال"                    |
| ۳    | ۱۳۸۶–۸۷     | نمایشگاه عکس " چشم درون " موزهٔ هنرهای معاصر تهران |
| ۲    | ۱۳۸۶        | نمایشگاه عکس Persia photo expo تهران ۲۶–۲۳ بهمن   |
| ۱    | ۱۳۸۵        | نمایشگاه گروهی عکس " تصویر سال "                  |

## داوری در جشنواره‌ها
| سال  | جشنواره                                                      |
| ---- | ------------------------------------------------------------ |
| ۱۳۹۴ | هیئت انتخاب و داوری بخش بین‌الملل جشنواره فیلم شهر            |
| ۱۳۹۴ | داوری فیلم‌های مستند جشنواره سینمای جوان                      |
| ۱۳۹۴ | داوری جشنواره نماز و میراث فرهنگی                            |
| ۱۳۸۹ | داوری جشنواره فیلم آینه و آفتاب                              |
| ۱۳۸۹ | داوری فیلم‌های کوتاه جشنواره بین‌المللی کیش                    |
| ۱۳۸۸ | عضو هیئت داوران جشنوارهٔ کتاب شهر                             |
| ۱۳۸۸ | عضو هیئت داوران جشنوارهٔ پروین اعتصامی                        |
| ۱۳۸۷ | عضو هیئت داوران جشنوارهٔ پروین اعتصامی                        |
| ۱۳۸۷ | عضو هیئت انتخاب فیلم‌های بلند جشن خانهٔ سینما                  |
| ۱۳۸۷ | عضو هیئت انتخاب فیلم‌های کوتاه جشن خانهٔ سینما                 |
| ۱۳۸۶ | عضو هیئت داوران بخش "بهترین پروژهٔ مستند" جشنوارهٔ سینما حقیقت |
|      | عضو هیئت داوران فیلم‌های بلند در چهارمین دورهٔ جشن خانهٔ سینما  |

## سایر فعالیت‌ها
| سال تولید | عنوان                                                        |
| --------- | ------------------------------------------------------------ |
| ۱۳۹۲–۱۳۹۶ | رئیس هیئت مدیره بنیاد خیریهٔ یاران برکت مهر                   |
| ۱۳۹۴      | مجری مجموعه گنجینه شبکه مستند سیما                           |
| ۱۳۹۲      | سفیر طلایی بهزیستی                                           |
| ۱۳۹۱      | عضو شورای فیلمنامه دفاع مقدس                                 |
| ۱۳۷۷      | طراحی صحنه و لباس فیلم کوتاه "من و عروسکم"                   |
| ۱۳۷۷      | طراحی صحنه مجموعه هتل از مرضیه برومند)                       |
| ۱۳۷۴      | کارگردانی تئاتر عروسکی میوه ممنوعه                           |
| ۱۳۷۳      | بازی و طراحی صحنه نمایش عروسکی آرامش در پارک از مرضیه برومند |
| ۱۳۷۱–۱۳۷۳ | نویسندگی نمایش‌های رادیویی برای گروه کودک                     |
| ۱۳۷۰      | بازی در تئاتر کولی                                           |

## جوایز و افتخارات
| سال  | جشنواره                        | بخش                             | اثر                 | نتیجه    | جایزه            | منبع |
| ---- | ------------------------------ | ------------------------------- | ------------------- | -------- | ---------------- | ---- |
| ۱۳۷۴ | چهاردهمین جشنواره فیلم فجر     | بهترین بازیگر نقش مکمل زن       | پدر                 | برنده    | سیمرغ بلورین     |      |
| ۱۳۷۵ | پانزدهمین جشنواره فیلم فجر     | بهترین بازیگر نقش اول زن        | سجده بر آب          | نامزدشده | سیمرغ بلورین     |      |
| ۱۳۸۵ | بیست و پنجمین جشنواره فیلم فجر | بهترین بازیگر نقش اول زن        | تک درخت‌ها           | نامزدشده | سیمرغ بلورین     |      |
| ۱۳۸۵ | بیست و پنجمین جشنواره فیلم فجر | بهترین بازیگر نقش مکمل زن       | پاداش سکوت          | نامزدشده | سیمرغ بلورین     |      |
| ۱۳۸۶ | یازدهمین جشن سینمای ایران      | بهترین بازیگر نقش مکمل زن       | پاداش سکوت          | نامزدشده | تندیس خانه سینما |      |
| ۱۳۹۳ | شانزدهمین جشن سینمای ایران     | بهترین بازیگر نقش مکمل زن       | زندگی با چشمان بسته | نامزدشده | تندیس خانه سینما |      |
| ۱۳۹۴ | پانزدهمین جشن حافظ             | بهترین بازیگر زن درام تلویزیونی | مدینه               | نامزدشده | تندیس حافظ       |      |
| ۱۴۰۱ | چهل و یکمین دوره جشنواره فجر   | بهترین بازیگر نقش مکمل زن       | متروپل              | نامزدشده | سیمرغ بلورین     |      |

- ۱۳۸۷ - تندیس بهترین بازیگر زن از جشنوارهٔ «منبر طلایی» تاتارستان روسیه برای فیلم چراغی در مه (پناه برخدا رضایی)
- ۱۳۸۷ - جایزهٔ بهترین بازیگر نقش اول زن دراولین جشنوارهٔ فیلم‌های تلویزیونی برای فیلم فراموشی (مسعود مددی)
- ۱۳۸۷ - جایزهٔ مقام دوم در بخش مستند نخستین جشنوارهٔ بین‌المللی نور برای فیلم نزدیک تر از نفس
- ۱۳۸۶ - جایزهٔ بهترین فیلم مستند تجربی در سومین جشنوارهٔ پروین اعتصامی برای مستند نزدیک تر از نفس
- ۱۳۸۶ - جایزهٔ بهترین بازیگر زن در بخش جنبی نگاه ملی در بیست و ششمین جشنوارهٔ فیلم فجر برای بازی در فیلم حقیقت گمشده (محمد احمدی)
- ۱۳۸۶ - جایزهٔ «در جستجوی حقیقت» بخش بین‌الملل بیست و چهارمین جشنوارهٔ بین‌المللی فیلم کوتاه تهران برای مستند نزدیک تر از نفس
- ۱۳۸۶ - دیپلم افتخار بهترین مستند از اولین جشنوارهٔ سینما حقیقت برای مستند نزدیک تر از نفس
- ۱۳۸۶ - نشان برنز و دیپلم افتخار از اولین جشنوارهٔ جایزهٔ بزرگ شهید آوینی ویژهٔ مستندهای برتر سال برای مستند نزدیک تر از نفس
- ۱۳۷۹ - تندیس بهترین بازیگر نقش اول زن از جشنواره فیلم خانواده ارومیه برای بازی در فیلم تو آزادی (محمدعلی طالبی)
- ۱۳۷۸ - نامزد بهترین بازیگر نقش اول زن در اولین جشنواره فیلم شرق آسیا در مالزی برای بازی در فیلم پدر (مجید مجید
- ۱۳۷۷ - جایزه فیلم برتر بخش بین‌الملل برای فیلم من و عروسکم در جشنواره بین‌المللی سینمای جوان
- ۱۳۷۶ - تندیس بهترین بازیگر نقش اول زن در جشنواره فیلم دفاع مقدس برای بازی در فیلم سجده بر آب (حمید خیرالدین)
- ۱۳۷۴ - دیپلم افتخار بهترین کارگردانی در اولین جشنواره نمایش عروسکی دانشجویی برای نمایش میوه ممنوع
- ۱۳۷۱ - دیپلم افتخار بهترین فیلم مستند در جشنواره فیلم و عکس وحدت برای فیلم کولی‌ها
- ۱۳۷۰ - نامزد بهترین بازیگر زن از جشنواره تئاتر دانشجویی برای بازی در تئاتر کولی